# Långtjärnen (Arjeplogs socken, Lappland, 735541-162006)
Långtjärnen är en sjö i Arjeplogs kommun i Lappland och ingår i Piteälvens huvudavrinningsområde. Sjön har en area på 0,148 kvadratkilometer och ligger 404,1 meter över havet. Långtjärnen ligger i Piteälven Natura 2000-område.

## Delavrinningsområde
Långtjärnen ingår i det delavrinningsområde (735350-162215) som SMHI kallar för Utloppet av Eggelats. Medelhöjden är 412 meter över havet och ytan är 36,42 kvadratkilometer. Räknas de 47 avrinningsområdena uppströms in blir den ackumulerade arean 504,26 kvadratkilometer. Mattaureälven som avvattnar avrinningsområdet har biflödesordning 2, vilket innebär att vattnet flödar genom totalt 2 vattendrag innan det når havet efter 188 kilometer. Avrinningsområdet består mestadels av skog (68 procent). Avrinningsområdet har 11,63 kvadratkilometer vattenytor vilket ger det en sjöprocent på 31,9 procent.